# آلف کالورلی
آلف کالورلی (انگلیسی: Alf Calverley; ۲۴ نوامبر ۱۹۱۷ – اکتبر ۱۹۹۱) فوتبالیست اهل بریتانیا بود.
از باشگاه‌هایی که در آن بازی کرده‌است می‌توان به باشگاه فوتبال آرسنال، باشگاه فوتبال دونکستر راورز، باشگاه فوتبال منزفیلد تاون، باشگاه فوتبال هادرزفیلد تاون، و باشگاه فوتبال پرستون نورث اند اشاره کرد.